# Ewangelicki Kościół Świętego Tomasza
Ewangelicki Kościół Świętego Tomasza - kościół protestancki, działający na terenie Indii. Należy do grupy chrześcijan św. Tomasza.

## Historia
Wspólnota wyłoniła się po rozłamie w Kościele Mar Thoma, w 1961 roku. Powodem był bunt przeciwko rządom metropolity Juhanona, oskarżanego przez grupę księży o przeszkadzanie w działalności ewangelizacyjnej i przesadny instytucjonalizm. 
Kościół liczy ok. 100 tys. wiernych.